# معماری تایلند

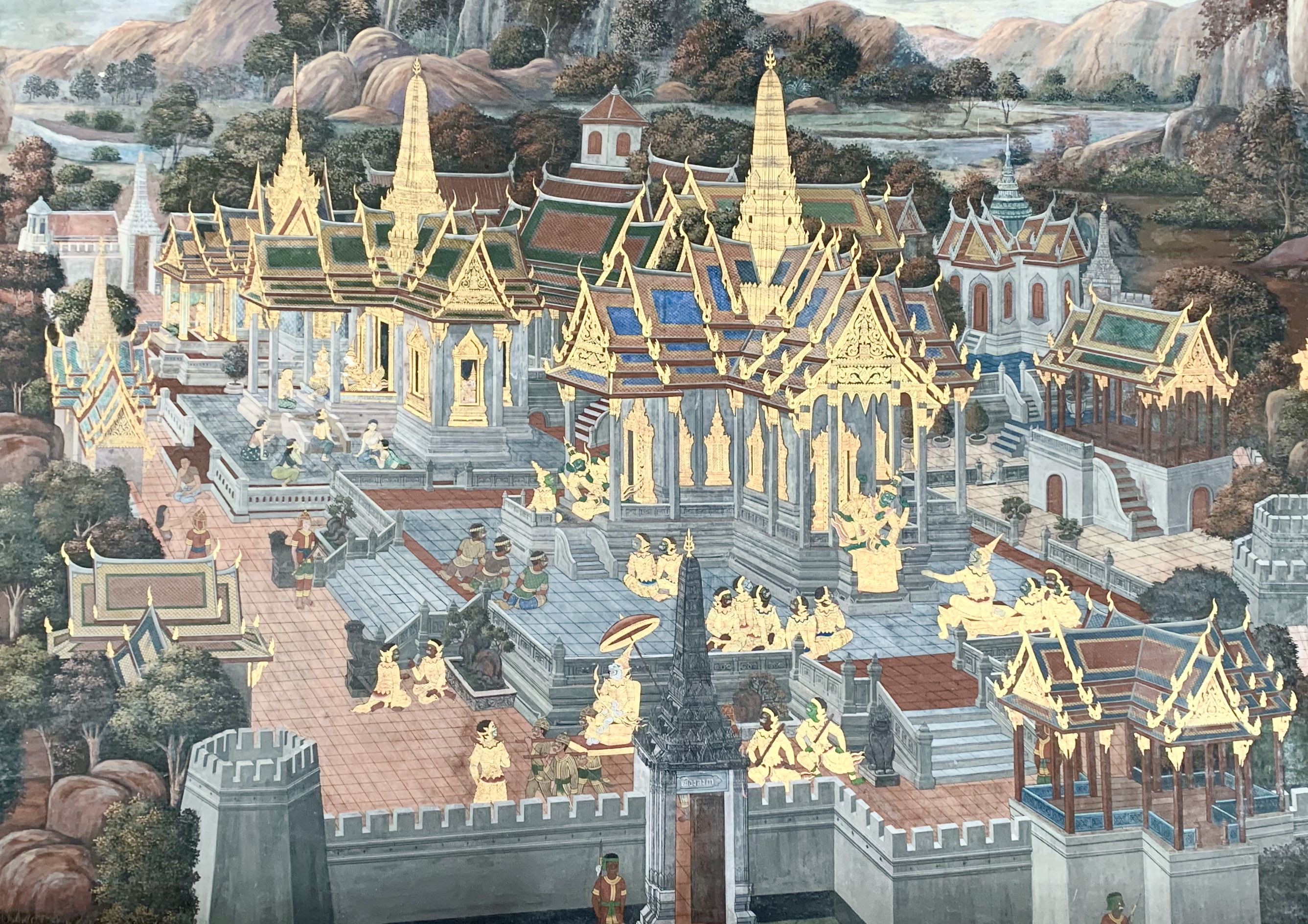
نقاشی‌های دیواری در معبد وات پو مجموعه کاخی را با ساختار معماری تایلند نشان می‌دهد.

معماری تایلند (تایلندی: สถาปัตยกรรมไทย) بخش عمده ای از میراث فرهنگی کشور است که هم چالش‌های زندگی در اقلیم تایلند، که گاهی دشوار می‌شود و هم چنین از لحاظ تاریخی، اهمیت معماری را برای درک اجتماعی و اعتقادات مذهبی مردم تایلند بازتاب می‌دهد. تحت تأثیر سنت‌های معماری بسیاری از مناطق مجاور تایلند، هم چنین تنوع منطقه‌ای قابل توجهی را در ساختمان‌های بومی و مذهبی به وجود آورده است. از آن جایی که سیام تمایل زیادی داشت تا خود را به عنوان یک دولت مدرنیزه شده معرفی کند، فرهنگ و تأثیرات غربی، ناخوشایند و اجتناب ناپذیر بود. در تلاش برای رسیدن به جایگاه ممتاز، نخبگان حاکمان تایلند برای جلوگیری از تأثیرات نامطلوب غربی، مسیر مدرنیزه شدن گزینشی را در پیش گرفتند.

## دوران راتاناکوسین
در دوران سلطنت پادشاه راما سوم، هنر و معماری تایلند به خاطر تجارت و دیپلماسی، توسط چینی‌ها تحت تأثیر قرار گرفت.